# Exoprosopa tabanoides
Exoprosopa tabanoides är en tvåvingeart som beskrevs av Mario Bezzi 1924. Exoprosopa tabanoides ingår i släktet Exoprosopa och familjen svävflugor. Inga underarter finns listade i Catalogue of Life.